# 安妮·芙雅利茨娜
安妮·芙雅利茨娜（英語：Anne Vyalitsyna，1986年3月19日—），俄羅斯超級名模。她是高級時裝品牌：True Religions、Louis Vuitton、Chloe的代言人。她也是維多利亞的秘密（Victoria's Secret）的模天使。芙雅利茨娜上過VOGUE、Elle等雜誌封面，也有參與Calvin Klein、Jean Paul Gaultier等著名時裝及奢侈品的時裝展。2010年至2012年間，她曾和美國知名樂隊Maroon 5的主音，亞當·列維交往，並在他們的MV客串演出。兩人已在2012年和平分手。